# RMK 30

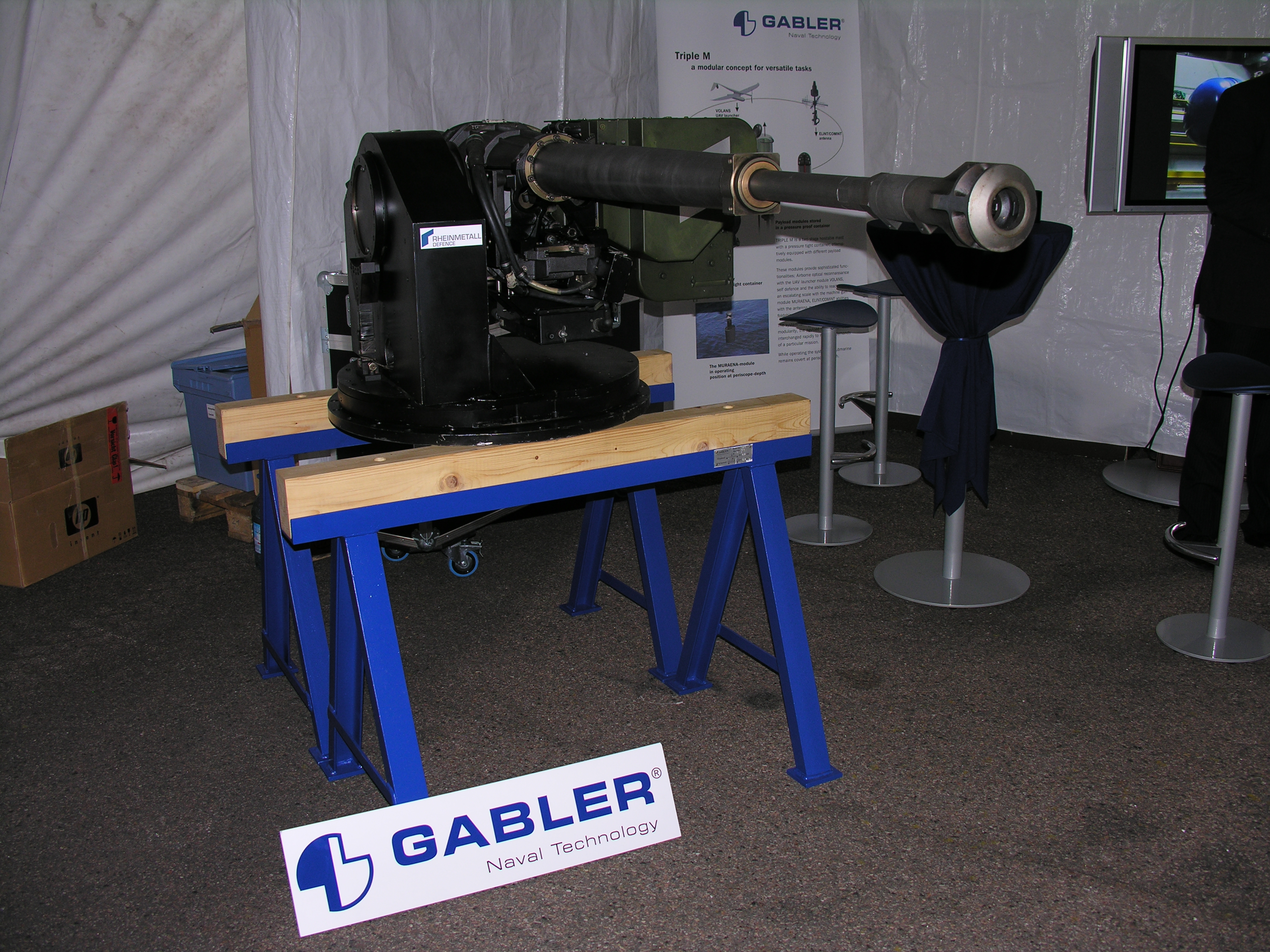
Rheinmetall RMK30 (TechDemo 2008)

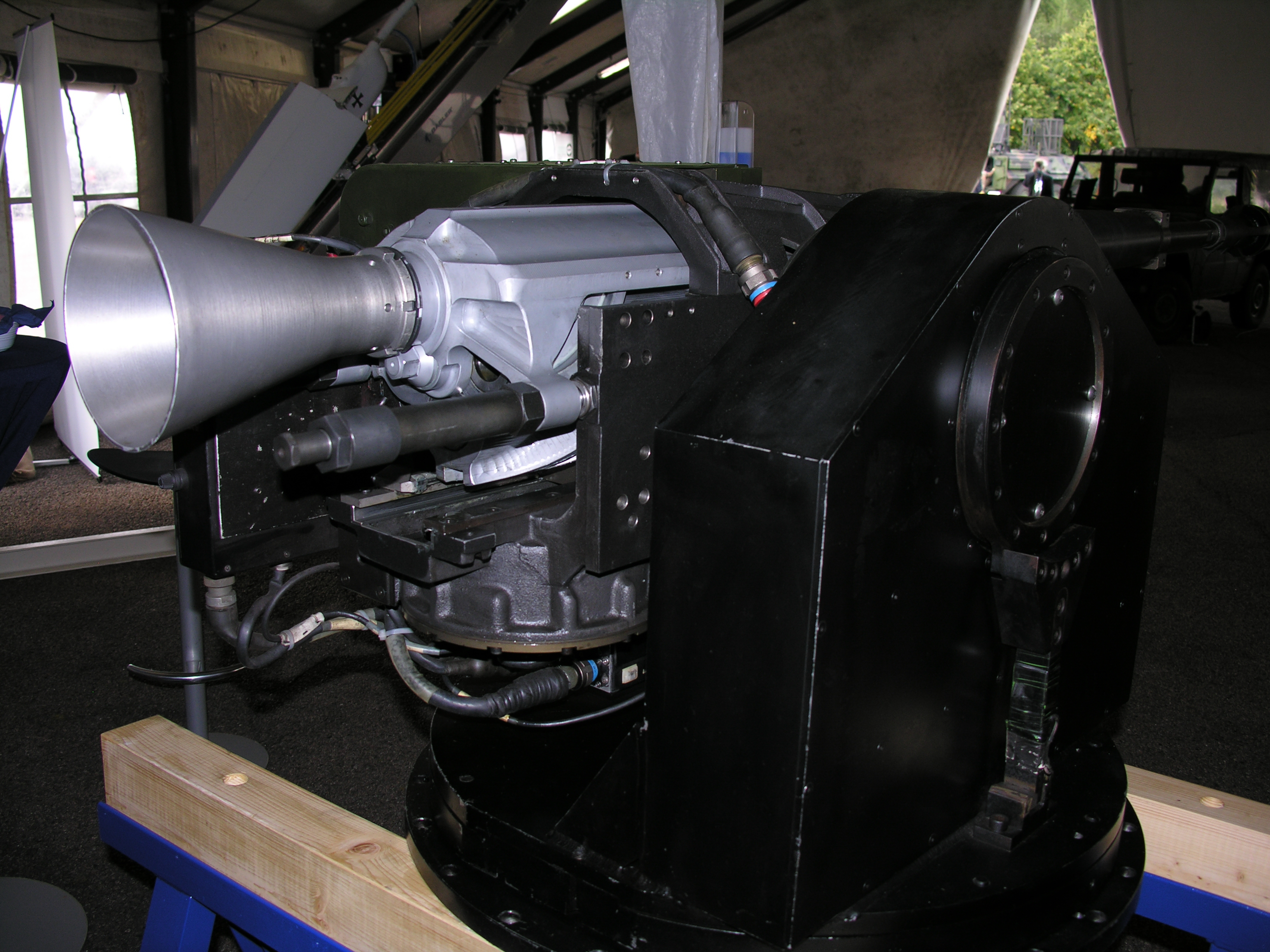
Rheinmetall RMK30 (TechDemo 2008)

Die RMK 30 ist eine rückstoßfreie, fremdangetriebene Revolverkanone für Hubschrauber und leichte Waffenträger, die hülsenlose Munition verfeuert. RMK 30 steht dabei für Rückstoßfreie MaschinenKanone mit Kaliber 30 Millimeter. Sie wurde von den Mauser-Werken, die heute zur Rheinmetall Defence gehören, entwickelt.
Die Entwicklung der RMK 30 begann 1993 im Rahmen eines Projekts des Bundesministeriums der Verteidigung und des Bundesamts für Wehrtechnik und Beschaffung. Das Prinzip der Kanone entspricht dem aller rückstoßfreien Geschütze: Der Ausstoß von Verbrennungsgasen am hinteren Ende der Waffe gleicht den Rückstoß, der durch die Beschleunigung des Projektils entsteht, aus. Durch die Verwendung moderner leistungsfähiger Treibmittel ist die ballistische Leistung der RMK 30 trotz Rückstoßausgleich gewährleistet, ihre Mündungsenergie beträgt mindestens 156 Kilojoule (kJ). 
Einen grundsätzlichen Nachteil teilt die RMK 30 mit anderen rückstoßfreien Kanonen: Der nach hinten austretende Strahl von Pulvergasen gefährdet Personen und Gegenstände auf mehrere Meter Distanz, wodurch auch ein Einbau in geschlossene Geschütztürme nicht möglich ist.
Am 4. November 1996 wurde der erste funktionstüchtige Prototyp vorgestellt. Geplant ist weiterhin eine RMK-35-Version im Kaliber 35 mm.
Die Kanone ist vor allem für den Einsatz in Hubschraubern sowie im Waffenträger Wiesel vorgesehen. Obwohl ein Einsatz der RMK 30 im Eurocopter Tiger UHT vormals im Gespräch war, ist er mittlerweile nicht mehr vorgesehen.

## Technische Daten
- Typ: einläufige Revolverkanone
- Funktion: Fremdantrieb mit Elektromotor
- Rückstoß: Düsenkanone mit Impulskompensation (rückstoßfrei)
- Kaliber: 30 × 250 mm (hülsenlos)
- Kadenz: bis 300 Schuss pro Minute